# Sestrimo, Pazardjik
Sestrimo (în bulgară Сестримо) este un sat în comuna Belovo, regiunea Pazardjik,  Bulgaria. 

## Demografie
Componența etnică a satului Sestrimo
     Bulgari (97,78%)
     Nicio identificare (2,21%)
     Altele (0,24%)
La recensământul din 2011, populația satului Sestrimo era de 1.217 locuitori. Din punct de vedere etnic, majoritatea locuitorilor (97,78%) erau bulgari. Pentru 2,21% din locuitori nu este cunoscută apartenența etnică.